# Federico Mariani
Federico Mariani (Oncativo, Córdoba, 14 de abril de 1992) es un baloncestista argentino que actualmente se desempeña como escolta en Vigor Basket Matelica de la Serie B de Italia. Además de haber jugado en diversas categorías del baloncesto profesional argentino, actuó en clubes de Chile, Uruguay y Colombia.

## Trayectoria

### Clubes
| Club                      | País      | Año             |
| ------------------------- | --------- | --------------- |
| Unión de Oncativo         | Argentina | 2010 - 2011     |
| Barrio Parque             | Argentina | 2011 - 2013     |
| Regatas Uruguay           | Argentina | 2013 - 2014     |
| Oberá                     | Argentina | 2014 - 2015     |
| Rocamora                  | Argentina | 2015 - 2016     |
| Regatas Corrientes        | Argentina | 2016            |
| Universidad de Concepción | Chile     | 2016            |
| Obras Sanitarias          | Argentina | 2016 - 2017     |
| Deportivo Viedma          | Argentina | 2017 - 2018     |
| Salta Basket              | Argentina | 2018 - 2019     |
| Argentino de Junín        | Argentina | 2019 - 2020     |
| Trouville                 | Uruguay   | 2020 - 2021     |
| Caribbean Storm Islands   | Colombia  | 2021            |
| Comunicaciones            | Argentina | 2022            |
| Atenas de Córdoba         | Argentina | 2022 - 2023     |
| Vigor Basket Matelica     | Italia    | 2023 - Presente |